# Grandvillard
Grandvillard (toponimo francese; in tedesco Grosswiler o Langwiler, desueti) è un comune svizzero di 830 abitanti del Canton Friburgo, nel distretto della Gruyère. Dal 2019 il borgo, grazie alla sua particolare bellezza architettonica, la sua storia e la posizione privilegiata in cui si trova è entrato a far parte dell'associazione "I borghi più belli della Svizzera".

## Monumenti e luoghi d'interesse

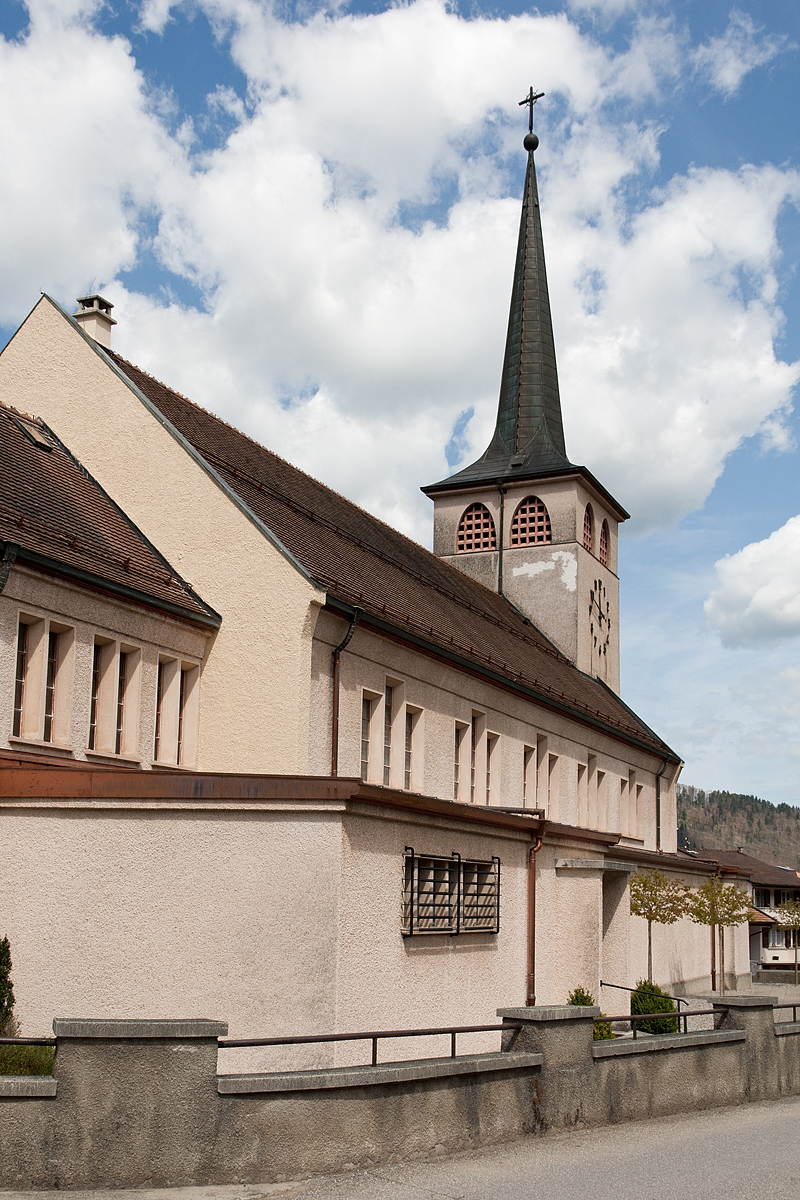
La chiesa cattolica di San Giacomo

- Chiesa cattolica di San Giacomo, attetstata dal 1228 e ricostruita nel 1937[1].

## Società

### Evoluzione demografica
L'evoluzione demografica è riportata nella seguente tabella:
Abitanti censiti

## Infrastrutture e trasporti
Grandvillard è servito dall'omonima stazione sulla ferrovia Palézieux-Montbovon.

## Amministrazione
Ogni famiglia originaria del luogo fa parte del comune patriziale che ha la responsabilità della manutenzione di ogni bene comune.